# 未来网络发展大会
未来网络发展大会（Future Network Development Conference）是中国江苏省南京市主办的关于未来網路建设的国际交流會議。

## 历届会议

### 第一届
第一届未来网络发展大会于2017年4月17日－18日由中国工程院、南京市人民政府主办，会议围绕“创新合作共赢，引领未来发展”的主题进行讨论，舉辦了互联网金融安全论坛。

### 第二届
第二届未来网络发展大会于2018年5月11日－12日由中国工信部、江苏省人民政府领导，中国工程院、南京市人民政府联合主办，本届峰会以“创新·引领·未来”为主题，来自全球的400多位专家、企业代表参加峰会，会上未来网络试验设施项目（CENI）正式启动。

### 第三届
第三届未来网络发展大会于2019年5月22日－23日举行，本届大会以“网络全球 决胜未来”为主题，共计约400名专家、企业家围绕当前网路面临的挑战和后续发展机会进行讨论。

### 第四届
第四届未来网络发展大会于2020年8月14日－15日举行，来自未来网络、网络安全、区块链、人工智能等相关领域的200多位国际专家、业界精英和企业代表围绕未来网络发展的时代命题深入交流。强调未来网路的全球影响力，侧重于人工智能、智能制造、区块链等全球高端产业的创新应用和跨界融合。

### 第五届
第五届未来网络发展大会于2021年6月17日－18日举行，采用实体会议与线上会议同时并行，以网路操作系统、6G通信、网路安全、工业互联网為内容，闭幕式现场，总投资154.6亿元的28个重大产业项目进行签约